# Warden (Alsdorf)
Warden ist ein Stadtteil von Alsdorf in der Städteregion Aachen. Telefonvorwahl ist 02404. Postleitzahl von 1961 an war 5113 Hoengen, von 1972 an 5110 Alsdorf, seit 1993 52477 Alsdorf.

## Geschichte

### Ortsgeschichte

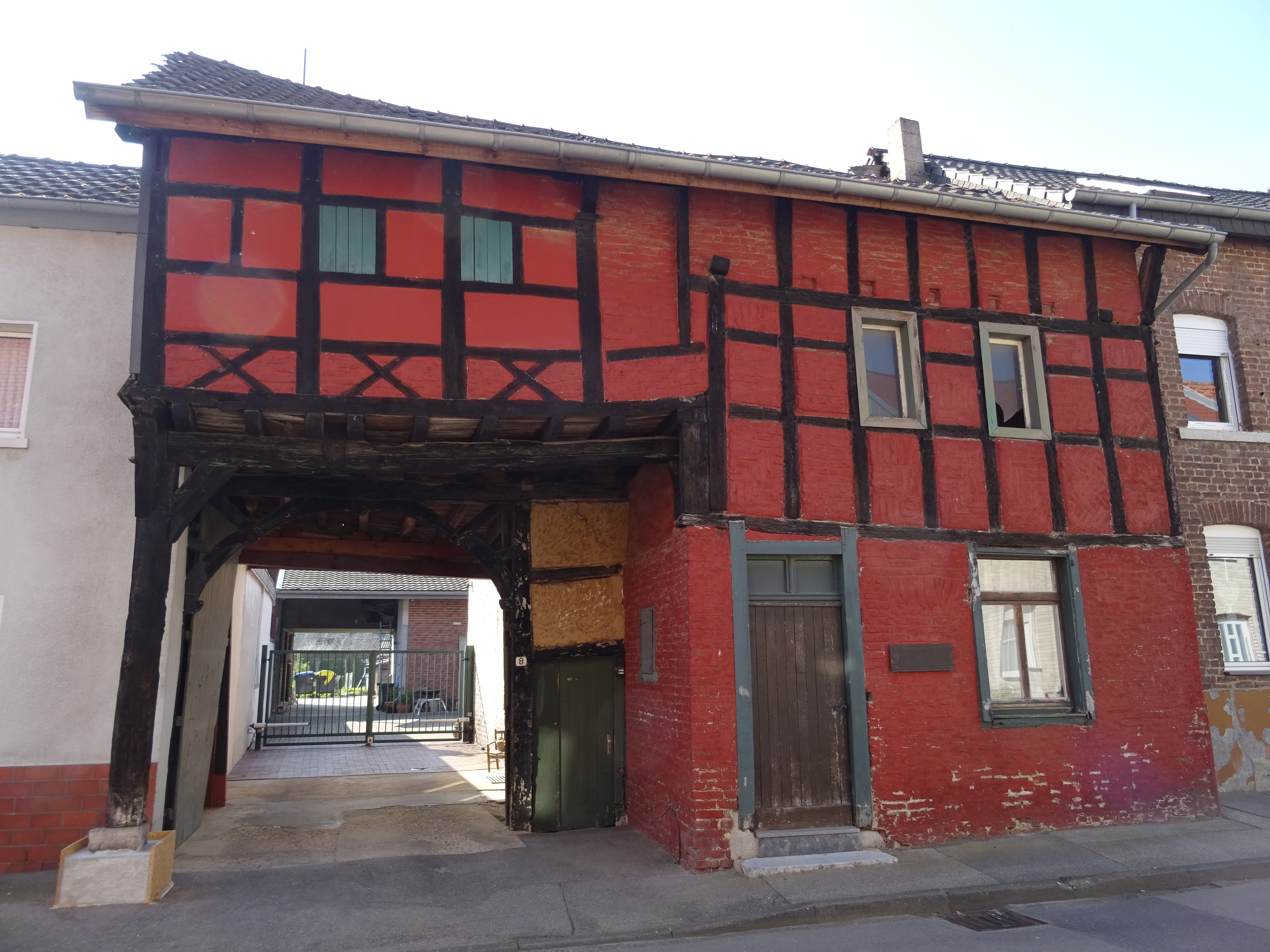
Altes Gericht, Warden

Die erste urkundliche Erwähnung datiert auf 1223 bzw. 1290, jedoch weisen Funde auf eine römische Besiedlung und Kreuzung zweier Römerstraßen hin. Eine Liste von Rittern der Deutschordenskommende Siersdorf, die zwischen Hoengen und Aldenhoven gelegen ist, führt für 1290 einen Heinrich von Warden auf. 1356 wird Warden als Jülicher Unterherrschaft mit eigenem Gericht urkundlich erwähnt. Ferner konnte nachgewiesen werden, dass bereits im 12. oder 13. Jahrhundert an der Stelle der Wardener Kapelle ein Gotteshaus gestanden haben muss.
Von 1463 stammt ein Schlichtungsverfahrensprotokoll zwischen Wardener Einwohnern und der Hoengener Pfarrei, welches am Friedensgericht im benachbarten Eschweiler unter dem Vorsitz des Kölner Weihbischofs Heinrich von Rübenach Streitigkeiten über Rechte an der Kapelle zu Warden beilegt. Die Vertreter bei jenem Verfahren waren auf Seiten Wardens die Herren der Unterherrschaft Warden, Johann II. von Mylendonck und Heinrich Reuschenberg, auf Seiten Hoengens der Heinsberger Klosterpropst und der Hoengener Pastor.
Durch Verpachtung und Verkauf war Warden bis 1794 im Besitz der Familien von Fürth und von Collenbach, deren Familienwappen zusammen mit einem Löwen seit 1935 das Wappen der Gemeinde Hoengen bildet. 
Im Jahre 1794 wurde die Unterherrschaft Warden von den Franzosen aufgelöst und Warden der französischen Mairie Hoengen im Kanton Eschweiler im Département de la Roer angegliedert. 1815 bildeten die Preußen aus der Mairie Hoengen nebst Warden die Gemeinde Hoengen im Landkreis Aachen im Regierungsbezirk Aachen. Nach dem Zweiten Weltkrieg kam Hoengen und damit auch Warden zum Land Nordrhein-Westfalen, 1972 an Alsdorf im neuen Kreis Aachen im Regierungsbezirk Köln.
Mitte des 19. Jahrhunderts wurde aus dem ursprünglichen Bauerndorf auch ein Wohnort für Bergleute der benachbarten Alsdorfer und Mariadorfer Steinkohlebergwerke. Die Einwohnerzahl stieg von rund 300 Anfang des 19. Jahrhunderts auf etwa 1000 am Anfang des 20. Jahrhunderts.
1966 kam der Braunkohletagebau „Zukunft-West“ bis auf einige hundert Meter an Warden heran. Einige Häuser an der Annastraße (heute Am Alten Gericht) wurden abgerissen und der Merzbach näher an den Ort umgeleitet. 1979 entstand im Tagebaurestloch die Mülldeponie „Warden“ auf dem Gebiet der Stadt Eschweiler, welche bis 1995 die Hausabfälle von rund einer halben Million Menschen aus dem Kreis und der Stadt Aachen aufnahm.

### Namensherkunft
Die erste urkundliche Erwähnung spricht von „Werde“. Weitere Urkunden sprechen ab 1391 ausschließlich von „Warden“. Nur zwischen Anfang und Mitte des 19. Jahrhunderts, besonders zur Franzosenzeit und auch noch auf einer preußischen Landkarte von 1846, findet sich „Warten“. Als Ortsnamensherkunft wird fast einmütig das mittelniederdeutsche warte (= Warte, Wache) oder warden (= warten, ausspähen) angenommen. Eine Theorie besagt, Warden habe Anfang des 16. Jahrhunderts „weireide“ geheißen.
Der Ort war ein Gemeindeteil von Hoengen, welches am 1. Januar 1972 nach Alsdorf eingemeindet wurde.

## Pfarre St. Jakobus

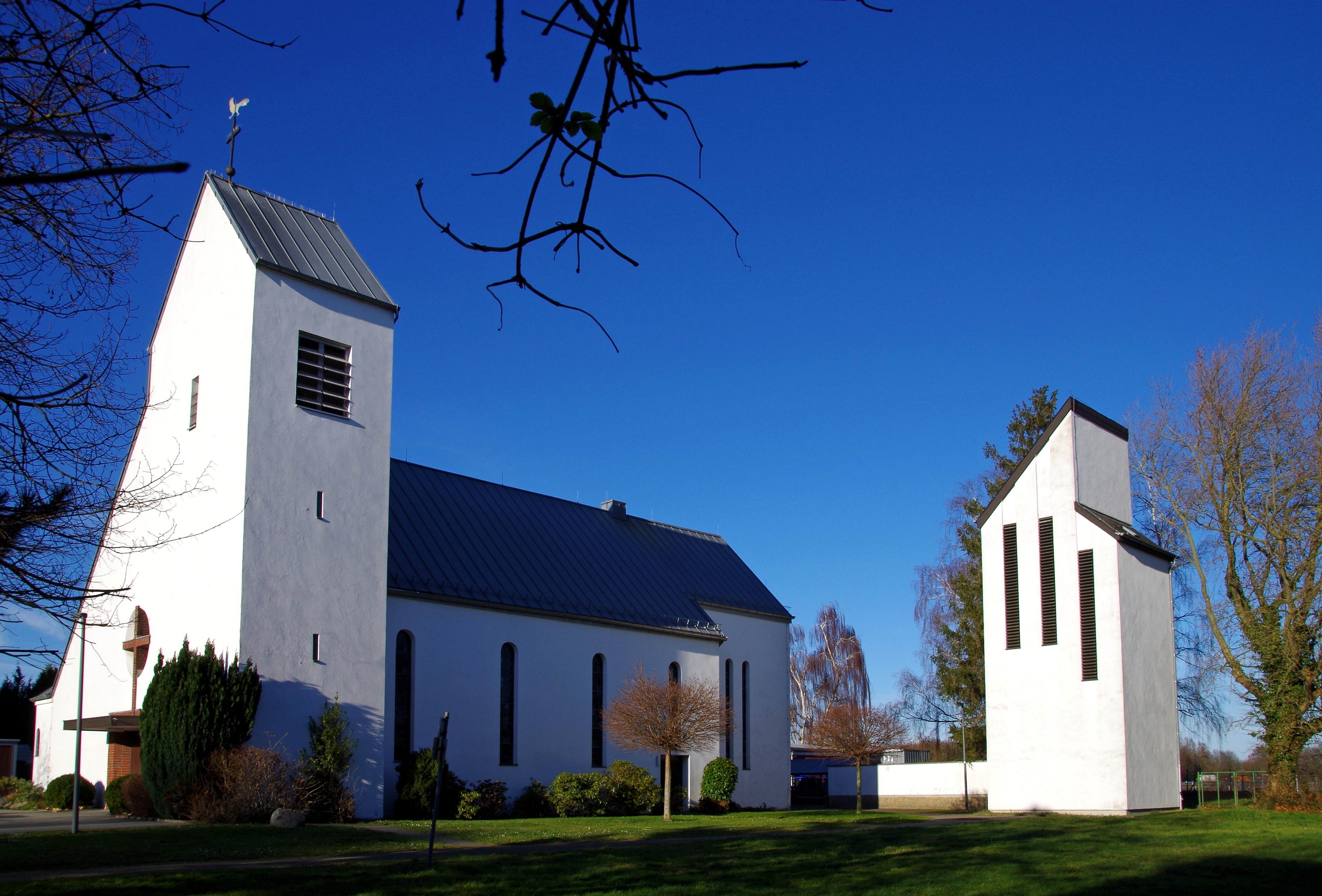
St. Jakobus (Warden)

Die heutige Pfarre St. Jakobus entstand 1924 durch Trennung von der Pfarre St. Cornelius in Hoengen. Am 4. Dezember 1932 segnet Dechant Hugo den Kirchenneubau. Zweite Kirchenpatronin ist die Heilige Brigida. 1952 wird Warden Pfarrvikarie.
Im Schlichtungsprotokoll von 1463 wird eine „Bruderschaft zu Ehren des Heiligen Jakobus“ erwähnt, der eine entscheidende Rolle beim Bau der Wardener Kapelle zugeschrieben wird und die der heutigen „St.-Jakobus-Schützenbruderschaft 1869 Warden“, dem ältesten kirchlichen Vereins Wardens, als Vorgängerin und Vorbild dient. Jakobus ist nach 1493 Ortspatron geworden. Auch das Gerichtssiegel der Unterherrschaft Warden von 1676 zeigt auf dem Wappenbild Jakobus den Älteren im Mantel, mit Pilgerhut und Muschelstab mit Kugelknauf. Das Wardener Gericht bestand bis zur Auflösung der Unterherrschaft durch die Franzosen. Das Gebäude „Schöffengericht“ aus dem 17. Jahrhundert steht in der Straße Am Alten Gericht.

## Verkehr
Warden liegt in unmittelbarer Nähe zur Autobahnanschlussstelle „Alsdorf“ der A 44 und an einer Durchgangsstraße zwischen Hoengen und Kinzweiler.
Warden gehört zum Stammgebiet Herzogenrath / Alsdorf / Würselen im Aachener Verkehrsverbund. Warden wird durch die Buslinien 28 und AL6 der ASEAG bedient.
| Linie | Verlauf |
| ----- | --- |
| 28    | Alsdorf-Annapark – Schaufenberg – Siedlung Ost – Mariadorf – Hoengen – Warden – Kambach – Kinzweiler – Hehlrath – Röhe – Eschweiler Bushof – Rathaus – Herz-Jesu-Kirche – Weisweiler – Hücheln (– Langerwehe Bf – Langerwehe Schulzentrum) |
| AL6   | Mariadorf – Begau – Warden – Mariadorf |

## Vereine
In Warden gibt es mehrere Vereine. Die größten sind dabei der Fußballverein VfL Eintracht Warden 1922 e. V., der Karnevalsausschuss Wardener Vereine 1957 e. V. (gegründet durch Eintracht Warden, Schützen und Kirchenchor) sowie die St. Jakobus Schützenbruderschaft 1869 e. V.

## Söhne und Töchter
- Herbert Mandelartz (1948–2022), Jurist und Staatssekretär